# Boris Dlugosch
Boris Dlugosch, född 2 augusti 1968 i Hamburg, Tyskland, är en tysk housemusiker och musikproducent. Han har remixat låtar av bland andra Mariah Carey, Mary J. Blige, Röyksopp, Moloko och Daft Punk.
Dlugosch började sin karriär på den legendariska house-klubben Front i Hamburg i mitten av åttiotalet. Han var där under många år resident DJ och framträdde i stora delar av Europa och USA. Klubben FRONT i Hamburg, Tyskland med Boris som DJ, har influerat den europeiska house-musik scenen avsevärd. Man framhåller Dlugosch och klubben som startpunkten för house-rörelsen i Europa, följd av utvecklingen i England. En stor kommersiell framgång är singeln "Never Enough" (2001), som är ett samarbete med den irländska sångerskan Róisín Murphy. Dlugosch har producerat många elektronica-musiker så som Daft Punk, remixad låter av Mariah Carey, Mary J. Blige och många andra. Ett antal samlingsskivor har producerats och publicerats under åren. Boris Dlugosch representerar idag företrädesvis en stil av modern "Electro" med rötterna i den klassiska house genren.
Boris Dlugosch har även uppträdd i Sverige på bl.a. Cafe Opera och Nox i Stockholm. De senaste framträdanden i Sverige var i januari 2008 och i februari 2009.